# Herznach-Ueken
Herznach-Ueken – gmina w Szwajcarii, w kantonie Argowia, w okręgu Laufenburg. Liczy 2563 mieszkańców (31 grudnia 2022). Powstała 1 stycznia 2023 z polączenia gminy Herznach z gminą Ueken.